# Marc Bartra
Marc Bartra Aregall (* 15. ledna 1991 Sant Jaume) je španělský profesionální fotbalista, který hraje na pozici středního obránce za španělský klub Real Betis. Mezi lety 2013 a 2018 odehrál také 14 utkání v dresu španělské reprezentace, ve kterých vstřelil 1 branku.

## Klubová kariéra
V říjnu 2021 odehrál 100. soutěžní zápas za svůj klub, Betis Sevilla.

## Reprezentační kariéra

### Mládežnické reprezentace
Hrál za španělské mládežnické reprezentace.

Se španělskou reprezentací do 20 let se zúčastnil Mistrovství světa hráčů do 20 let 2011 v Kolumbii, kde byl jeho tým vyřazen ve čtvrtfinále proti Brazílii v penaltovém rozstřelu.

S týmem do 21 let vyhrál Mistrovství Evropy hráčů do 21 let 2013 v Izraeli, kde mladí Španělé porazili ve finále Itálii 4:2.

### A-mužstvo
V A-mužstvu Španělska debutoval 16. 11. 2013 v Malabu v přátelském zápase proti domácímu týmu Rovníkové Guiney (výhra 2:1).
Trenér Vicente del Bosque jej nominoval na EURO 2016 ve Francii, kde byli Španělé vyřazeni v osmifinále Itálií po porážce 0:2. Bartra nenastoupil do žádného zápasu svého mužstva na šampionátu.

## Ostatní
Marc Bartra se stal obětí útoku na autobus jeho klubu Borussia před cestou na domácí čtvrtfinálové utkání Ligy mistrů proti Monaku, které se mělo konat 11. dubna 2017. Část vybuchlé bomby mu způsobila řezné rány a zlomeninu zápěstí.  Jeho spoluhráči vyvázli bez zranění.

## Statistiky
Aktualizováno: 20. května 2012
| Klub             | Sezóna           | Liga   | Liga | Pohár  | Pohár | Evropa | Evropa | Ostatní | Ostatní | Celkem | Celkem |
| Klub             | Sezóna           | Starty | Góly | Starty | Góly  | Starty | Góly   | Starty  | Góly    | Starty | Góly   |
| ---------------- | ---------------- | ------ | ---- | ------ | ----- | ------ | ------ | ------- | ------- | ------ | ------ |
| Barcelona B      | 2009–10          | 30     | 1    | —      | —     | —      | —      | —       | —       | 30     | 1      |
| Barcelona B      | 2010–11          | 28     | 1    | —      | —     | —      | —      | —       | —       | 28     | 1      |
| Barcelona B      | 2011–12          | 23     | 0    | —      | —     | —      | —      | —       | —       | 23     | 0      |
| Barcelona B      | Celkem           | 81     | 2    | —      | —     | —      | —      | —       | —       | 81     | 2      |
| Barcelona        | 2009–10          | 1      | 0    | 0      | 0     | 0      | 0      | 0       | 0       | 1      | 0      |
| Barcelona        | 2010–11          | 2      | 1    | 2      | 0     | 1      | 0      | 0       | 0       | 5      | 1      |
| Barcelona        | 2011–12          | 1      | 0    | 0      | 0     | 1      | 0      | 0       | 0       | 2      | 0      |
| Barcelona        | Celkem           | 4      | 1    | 2      | 0     | 2      | 0      | 0       | 0       | 8      | 1      |
| Celkem v kariéře | Celkem v kariéře | 85     | 3    | 2      | 0     | 2      | 0      | 0       | 0       | 89     | 3      |

## Úspěchy

### Barcelona
- 2× vítěz Ligy mistrů UEFA: 2010/11,2014/15
- 3× vítěz Primera División: 2009/10, 2010/11,2014/15
- 2× vítěz Copa del Rey: 2011/12, 2014/15